# Xã Millcreek, Quận Lebanon, Pennsylvania
Xã Millcreek (tiếng Anh: Millcreek Township) là một xã thuộc quận Lebanon, tiểu bang Pennsylvania, Hoa Kỳ. Năm 2010, dân số của xã này là 3.892 người.